# Jefferson City
Jefferson City é a capital do estado norte-americano do Missouri e sede do condado de Cole. Possui este nome em homenagem a Thomas Jefferson, 3º presidente dos Estados Unidos.

## História
No período pré-colonial, a região foi residência para pessoas conhecidas como Mound Builder. Quando os europeus chegaram na região, essas pessoas já tinham desaparecido. As tribos indígenas contemporâneas foram chamadas de  Nação Osage. Quando o território do Missouri foi formado em 1812, St. Louis foi sede do governo do território, passado para St. Charles como sede.
Localizada no centro geográfico do estado, Jefferson City foi escolhida como capital em 1821 enquanto o presidente Thomas Jefferson ainda estava vivo. A vila foi nomeada primeiramente como 'Lohman's Landing'. Quando a legislatura decidiu mudar a capital, foi escolhido o nome de 'Missouriopolis' mas depois renomeada para Jefferson City. A cidade, por anos, era uma pequena vila localizada entre as cidades de St. Louis e Kansas City. Em 1826, o governo se estabeleceu na região e em 1839 foi incorporada como cidade.
Durante a Guerra de Secessão, a cidade foi ocupada pelas tropas da União. Grande parte da população do estado ficaram sobre a vigilância das tropas, menos uma parte do estado, conhecida como Little Dixie, localizada ao longo do Rio Mississippi, no sudeste do estado, região, esta, a favor da  Confederação.
Imigrantes germânicos criaram vinhas também no rio Mississippi, especialmente no norte, de Jefferson City, leste de Marthasville, fora de St. Louis. Conhecida como Missouri Rhineland por causa das vinhas presentes na região, foi primeira estabelecida por imigrantes alemães no Século XIX, e depois se tornou uma região importante para a agricultura e para o turismo local.

## Geografia
De acordo com o United States Census Bureau, a cidade tem uma área de 97,5 km², dos quais 93,4 km² estão cobertos por terra e 4,1 km² por água.

## Demografia
Segundo o censo nacional de 2010, sua população é de 43 079 habitantes e sua densidade populacional é de 441,8 hab/km². É a 15ª cidade mais populosa do Missouri. Possui 18 852 residências que resulta em uma densidade de 202,5 residências/km².

## Personalidades
- Jack Kilby (1923-2005), Prémio Nobel de Física de 2000

## Marcos históricos
A relação a seguir lista as 47 entradas do Registro Nacional de Lugares Históricos em Jefferson City. O primeiro marco foi designado em 25 de fevereiro de 1969 e o mais recente em 26 de fevereiro de 2021.
- Albert and Wilhelmina Thomas House
- Broadway-Dunklin Historic District
- Capitol Avenue Historic District
- Charles J. and Clara B. Schmidt House
- Claud D. Grove and Berenice Sinclair Grove House
- Cole County Courthouse and Jail-Sheriff's House
- Cole County Historical Society Building
- Dr. Joseph P. and Effie Porth House
- Dulle Farmstead Historic District
- East End Drugs
- Edifício e terreno do Capitólio Estadual do Missouri
- H.E. Gensky Grocery Store Building
- Henry and Elizabeth Bockrath House
- Herman Haar House
- Hobo Hill Historic District
- Huber's Ferry Farmstead Historic District
- Hugh and Bessie Stephens House
- International Shoe East End-Main Street Factory
- Ivy Terrace
- J.B. Bruns Shoe Co. Building
- Jefferson City Community Center
- Jefferson City National Cemetery
- Jefferson Female Seminary
- John B. and Elizabeth Ruthven House
- John M. and Lillian Sommerer House
- Joseph and Elizabeth Wallendorf House
- Kaullen Mercantile Company
- Lansdown-Higgins House
- Lester S. and Missouri "Zue" Gordon Parker House
- Lewis and Elizabeth Bolton House
- Lincoln University Hilltop Campus Historic District
- Lohman's Landing Building
- Missouri Governor's Mansion
- Missouri State Capitol Historic District
- Missouri State Penitentiary Warden's House
- Moreau Drive Historic District
- Moreau Park Historic District
- Munichburg Commercial Historic District
- Nelson C. and Gertrude A. Burch House
- Oscar G. and Mary H. Burch House
- Philip Hess House
- Tergin Apartment Building
- Villa Panorama
- West End Saloon
- William E. and Frederica M. Zuendt House
- Woodland-Old City Cemetery
- Zion Lutheran Church